# Erioderma borneense
Erioderma borneense är en lavart som beskrevs av P. M. Jørg. & Sipman. Erioderma borneense ingår i släktet Erioderma och familjen Pannariaceae.   Inga underarter finns listade i Catalogue of Life.